# Bügelschaber

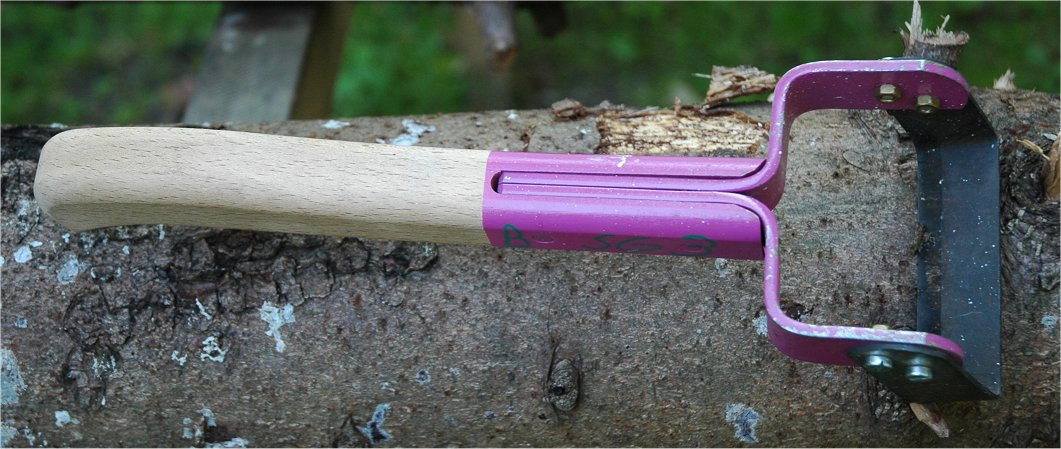
Bügelschaber

Der Bügelschaber ist ein Gerät in der Pecherei (Harzgewinnung), das regional auch Rintler genannt wird. Es dient zum Abschaben der Kiefernborke. Es handelt sich dabei um ein Messerblatt, das beidseitig in einem Bügel befestigt und mit einem kurzen Griff quer zur Schnittrichtung versehen ist.
1913 wurde ein auf Zug arbeitendes Entrindungsgerät (als Alternative zu den damals üblichen auf Stoß arbeitenden Schäleisen oder dem beidhändig ziehend zu bedienenden Zugmesser) vom pfälzischen Forstamtsassessor Münch unter der Bezeichnung Bügelschaber zum Gebrauchsmusterschutz angemeldet.

## Andere Werkzeuge
Weitere Werkzeuge für das Entrinden sind
- Zugmesser – zum Entrinden von Ästen und Stangen
- Schäleisen – zum Entrinden von Bäumen